# SiRFstarIII

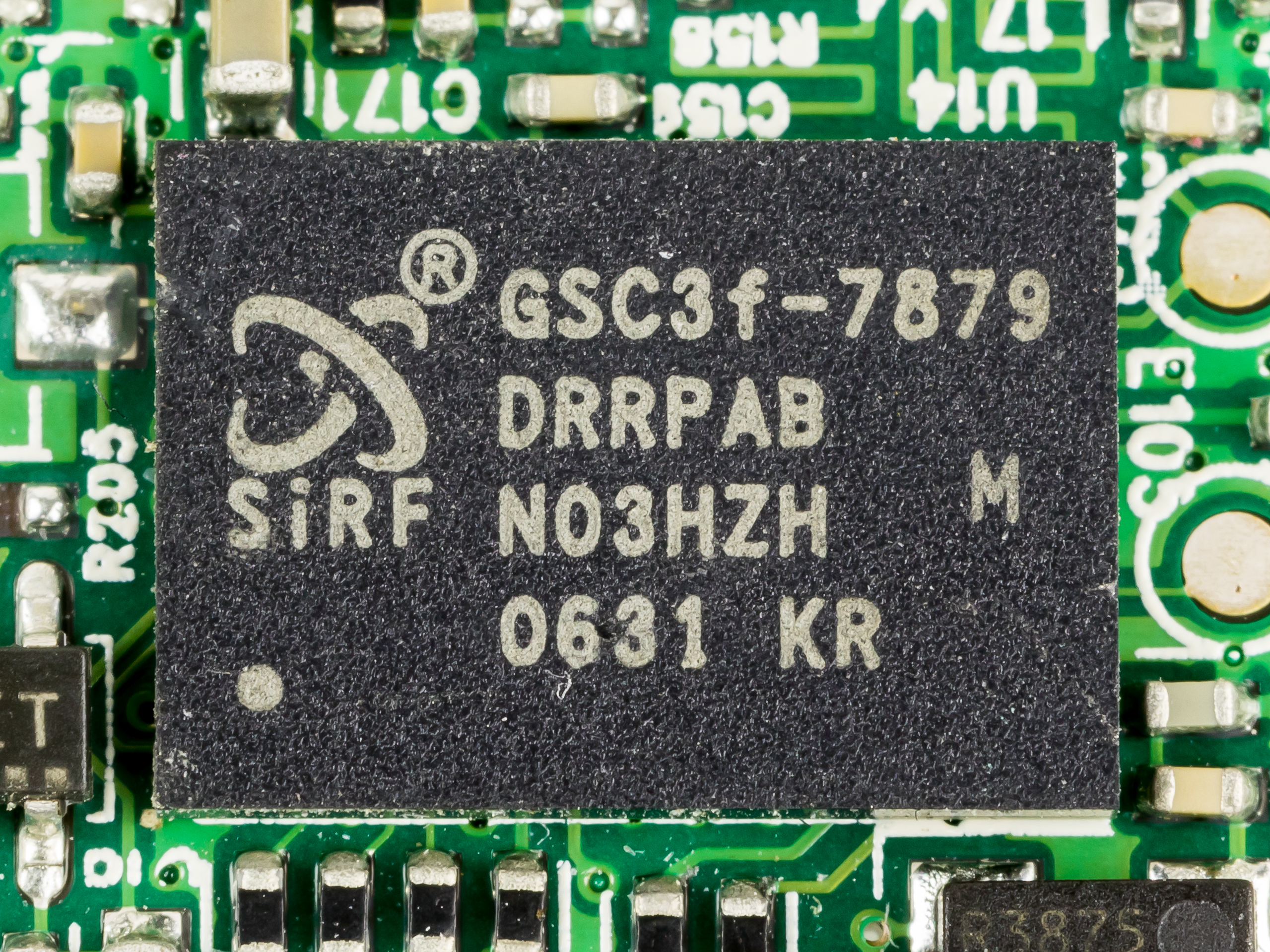
SiRFstarIII GSC3f

Il SiRFstar III fa parte di una gamma di processori GPS ad alta sensibilità, fabbricati dalla SiRF Technology.

## Caratteristiche

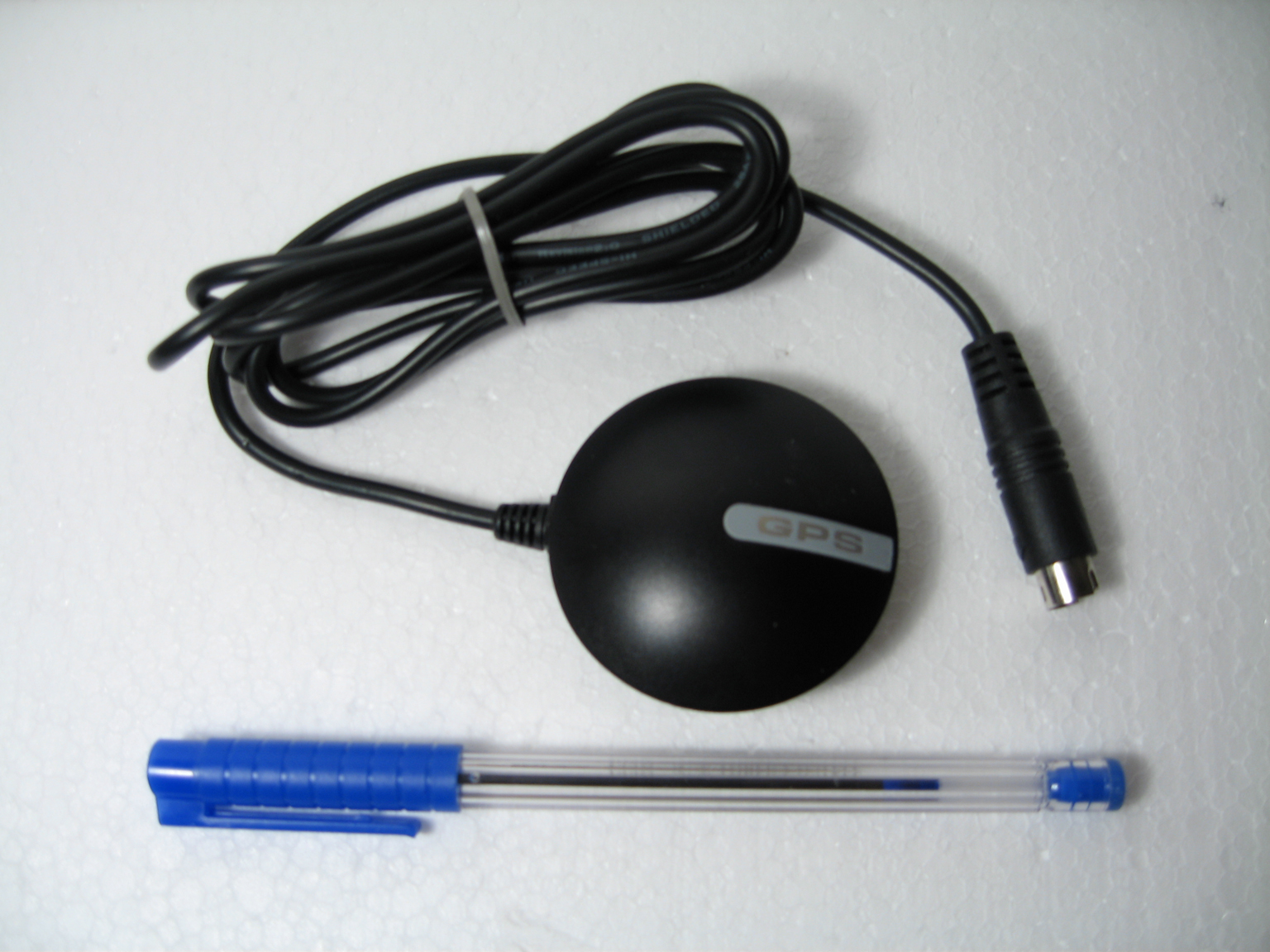
Un moderno ricevitore GPS a 20 canali basato sul chip SiRFstarIII.

Il processore SiRFstarIII si distingue dal precedente SiRF e dai processori GPS di altri costruttori (Garmin o Trimble Inc, per esempio), soprattutto per la sua capacità di acquisire e mantenere il segnale nelle aree urbane o nelle aree forestali densamente coperte e per il suo migliore TTFF (Time to First Fix) cioè il tempo necessario a un ricevitore GPS per agganciare il segnale satellitare e determinare la posizione iniziale. Tali capacità sono rese possibili da un processore ARM7TDMI a 50 MHz con 1 Mb di SRAM, un ricevitore a 20 canali che può processare contemporaneamente i segnali di tutti i satelliti GPS e WAAS visibili, 4 Mbit di memoria flash, 62 mW di potenza a funzionamento continuo e -159 dBm di sensibilità del ricevitore. Se usato assieme all'Assisted GPS, può ridurre il TTFF a meno di due secondi.

## Principali utilizzatori del SiRFstar III[senzafonte]
- Acer
- Antenova
- ASUS
- Audiovox
- E-ten
- Fujitsu Siemens Computers
- Falcom
- Garmin
- Geonaute
- GlobalSat
- GlobalTop
- Holux
- HTC
- Hitachi
- Invion
- LG
- Magellan Navigation
- Microsoft
- Mio Technology
- Motorola
- MWg
- Navman
- Nesavision (Nesa)
- Nextar
- Node
- Nokia
- OmniTech
- Pharos
- Polar Electro
- Power Acoustik
- Sony
- TomTom
- Visco